# Niua 17
Niua 17 es un distrito electoral para la Asamblea Legislativa de Tonga. Se estableció para las elecciones generales de noviembre de 2010, cuando los distritos electorales regionales multi-escaños para Representantes Populares fueron reemplazados por distritos electorales de un solo asiento, eligiendo a un representante. Ubicado en la isla de Niuas. (El número no significa que es el decimoséptimo en el Niuas, sino en el país).
Su primer representante (y hasta ahora único) es Sosefo Feʻaomoeata Vakata. Se presentó como candidato por el Partido Demócrático de las Islas Amigas en las elecciones generales de 2010, y derrotó al parlamentario titular de las Niuas, Sione ʻIloa . Sin embargo, apenas dos semanas después de la elección, Vakata anunció que dejaría el partido y que en adelante se sentaría en el Parlamento como un político independiente.

## Miembros del Parlamento
| Año de Elección                                | Miembro       | Partido                                 |
| ---------------------------------------------- | ------------- | --------------------------------------- |
| 2010                                           | Sosefo Vakata | Partido Democrático de las Islas Amigas |
| (Dimisión del partido; 8 de diciembre de 2010) | Sosefo Vakata | Independiente                           |
| 2014                                           | Sosefo Vakata | Independiente                           |
| 2017                                           | Vatau Hui     | Partido Democrático de las Islas Amigas |
| 2021                                           | Vatau Hui     | Partido Popular                         |